# Лазівська сільська рада (Тячівський район)
| Лазівська сільська рада — колишній орган місцевого самоврядування у Тячівському районі Закарпатської області з адміністративним центром у с. Лази. Сільській раді підпорядковані населені пункти: - с. Лази - с. Округла |

## Склад ради
Рада складалася з 24 депутатів та голови.

## Керівний склад сільської ради
| ПІБ                       | Основні відомості                                                                | Дата обрання | Дата звільнення |
| ------------------------- | -------------------------------------------------------------------------------- | ------------ | --------------- |
| Ключкей Василь Васильович | Сільський голова, 1958 року народження, освіта, член Української Народної Партії | 26.03.2006   | 31.10.2010      |
| Ключкей Василь Васильович | Сільський голова, 1958 року народження, освіта вища, безпартійний                | 31.10.2010   |                 |

Примітка: таблиця складена за даними джерела